# Canton d'Estagel
Le canton d'Estagel est une ancienne division administrative française, située dans le département des Pyrénées-Orientales et la région Occitanie.

## Histoire
Créé vers 1793 par détachement de cinq communes du canton de Rivesaltes, le canton d'Estagel est supprimé en 1801. Le chef-lieu en était la commune d'Estagel. François Bonaventure Arago en fut le juge de paix.
En 1801, trois des communes qui le constituaient sont transférées au canton de Latour-de-France et deux à celui de Rivesaltes.

## Composition
- Estagel : rejoint le canton de Latour-de-France[C 1]
- Cases-de-Pène : revient au canton de Rivesaltes[C 2]
- Montner : rejoint le canton de Latour-de-France[C 3]
- Tautavel : rejoint le canton de Latour-de-France[C 4]
- Vingrau : revient au canton de Rivesaltes[C 5]